# Claudia Benito Comas
Claudia Benito Comas (Barcelona, 1989) és una actriu catalana.

## Trajectòria
Claudia Benito va estudiar Art Dramàtic a l'Institut del Teatre de Barcelona i a l'escola The Arts Educational School of London.  En cinema i televisió destaquen Habitaciones Cerradas (TVE), Hache (Netflix), Laia (TV3) i La vampira de Barcelona (Brutal Mitjana). El 2021 va rodar Una Mujer frente al Mar amb el director Rubén Sánchez i va ser estrenada a Filmin, Prime Vídeo i FlixOlé.

## Filmografia
| Any  | Pel·lícula                      | Paper   |
| ---- | ------------------------------- | ------- |
| 2015 | El Sueño de una Noche de Verano |         |
| 2016 | Laia                            | Berta   |
| 2017 | Hache                           | Júlia   |
| 2020 | La vampira de Barcelona         | Bàrbara |
| 2021 | Una Mujer frente al Mar         | Eva     |

## Teatre
| Any  | Obra                            | Direcció/altres                  |
| ---- | ------------------------------- | -------------------------------- |
| 2013 | Com dir-ho?                     | Xavier Albertí                   |
| 2014 | El Sueño de una Noche de Verano | Joan Ollé                        |
| 2016 | Revolta de Bruixes              | Jove Kompanyia del Teatre Lliure |
| 2017 | El temps que estiguem junts     | Jove Kompanyia del Teatre Lliure |
| 2017 | Nit de Reis                     | Jove Kompanyia del Teatre Lliure |
| 2023 | Tots eren fills meus            | David Selvas                     |
| 2024 | Biològica                       | Silvia Navarro                   |
| 2024 | Un Sogre de Lloguer             | Susanna Garachana i Jaume Viñas  |
| 2025 | Gegant                          | Josep Maria Mestres              |